# Hjælp os
Hjælp os er en dansk oplysningsfilm fra 1961 instrueret af Bent Barfod.

## Handling
Denne tegnefilm er et led i en landsomfattende kampagne om de gamle i trafikken, som Rådet for større færdselssikkerhed igangsatte i efteråret 1961. Filmen forsøger i en enkel og uhøjtidelig tone og streg at vise de situationer, hvor fejlene oftest gøres, og ulykkerne oftest sker. Samtidig appellerer den til de unge trafikanter om at tage hensyn til de gamle mennesker og hjælpe dem så ofte og så meget de kan.